# حمید تقوایی
تورج عترت شناخته‌شده با نام حمید تقوایی (زاده ۱۳۲۸ در قزوین -) مبارز و فعال کمونیست اهل ایران و دبیر کنونی کمیته مرکزی حزب کمونیست کارگری ایران و لیدر کنونی آن است.

## زندگی

### تولد و دوران کودکی
حمید تقوایی، سال ۱۳۲۸ در قزوین متولد شد.
بیش از دو ماه از عمرش نگذشته بود که به دلیل شغل پدرش که کارمند دولت بود این شهر را ترک کردند.
او دوران کودکی خود را در شهرهایی چون تهران و زابل گذراند و از کلاس چهارم تا هشتم دبستان در شهر بروجرد ساکن بود.

### دوران دانشجویی و آغاز فعالیت سیاسی
او در سال ۱۳۴۷ در حالی که ۱۹ سال داشت به دانشگاه صنعتی آریامهر (اکنون: دانشگاه صنعتی شریف) راه یافت و مشغول به تحصیل در رشتهٔ مهندسی رایانه شد.
در دانشگاه جذب فضای سیاسی آن روزگار شد و شروع به فعالیت با گروه‌های مختلفی، از جمله گروه‌های سیاسی کار مائوئیست و گروه‌های چریکی کرد.

### دوران زندان، در دوره پهلوی
او به ادعای خود در زندان با شخصیت‌های مشهوری همچون مرتضی الویری، که بعدها از مقامات مهم جمهوری اسلامی شد، مسعود رجوی، که بعدها رهبر سازمان مجاهدین خلق ایران شد، بیژن جزنی، چهرهٔ مهم جنبش چریکی ایران، جمشید طاهری پور و پرویز نویدی، هر دو از سران جنبش چریکی و حتی آیت‌الله منتظری، که بعد از انقلاب تا مدت‌ها قائم مقام رهبری بود آشنا شد.
او در زندان به همراه بقیهٔ زندانیان به مطالعهٔ آثار مختلف مارکسیستی پرداخت. چندتا از رفقا و همراهان او در این مطالعات، بعدها از سران مشهور جنبش‌های چپ در ایران شدند.

### عزیمت به انگلستان و آشنایی با منصور حکمت
حمید، پس از آزادی از زندان تحصیلات خود را در رشتهٔ رایانه ادامه داد و در همین ایام، با نامزد خود، میترا دانشی، که امروز از چهره‌های حککا است ازدواج کرد و پس از اخذ مدرک لیسانس رایانه، برای ادامهٔ تحصیلات عازم لندن انگلستان شد.
او به سال ۱۳۵۴ وارد انگلستان شد و در رشتهٔ تاریخ علوم از امپریال کالج لندن بورسیه گرفت.
در همان سال‌ها حمید از طریق ایرج آذرین با منصور حکمت که بعدها بنیان‌گذار و رهبر جریان کمونیسم کارگری شد، آشنا گشت.
بحث‌های آن روزها، که ابتدا در خانهٔ حمید و میترا، و بعدها در دفتری که برای مطالعه اجاره کردند انجام می‌شد در مورد موضوعات مختلفی بود اما اولین و سریع‌ترین نتیجهٔ آن، رد مائوئیسم توسط حمید بر اثر بحث‌های فلسفی دربارهٔ مائو و کتاب معروفش «دربارهٔ تضاد» بود.
علاوه بر میترا دانشی و ایرج آذرین از دوستان دیگر این گروه مطالعاتی جمشید هادیان بود که بعدها از کادرهای حزب کمونیست کارگری ایران شد.

### تماس با کنفدراسیون دانشجویان ایرانی
به هر حال پس از گذشت مدتی از بحث‌ها و جدی تر شدن آن‌ها به خصوص به دلیل داغتر شدن اوضاع سیاسی در ایران این جمع و به خصوص حمید و ژوبین به شکل‌دادن نظریات خود در مورد انقلاب قریب‌الوقوع در ایران و تلاش برای ارائهٔ نگاهی لنینیستی به آن پرداختند.

### نزدیکی به تقی شهرام و نوشتن اولین اثر
این تمایل بیشتر به دلیل مطالعهٔ آثاری از تقی شهرام، فعال جنبش چپ ایران، بود که در اصولی مثل مخالفت با لیبرالیسم، دوری از جنبش‌های رایج مائوئیستی و چریکی و ارائهٔ خطی سیاسی (و به گمان حمید و ژوبین، بر اساس متد لنین)، با آن‌ها مشترک بود.
به هر حال، آن‌ها به نوعی به «گروه آذرخش» که خود را طرفدار «شاخهٔ م ل مجاهدین» (منظور مارکسیست لنینیست است) می‌دانست و بعدها پایه‌گذار اتحاد مبارزه در راه آرمان طبقه کارگر شد، پیوستند.
در این هنگام، با توجه به این که هنوز خبری از اتوریتهٔ تئوریک و سیاسی منصور حکمت نبود، این خطوط فکری به‌طور مشترک توسط حمید و ژوبین نوشته شد و تحت عنوان «انقلاب ایران و نقش پرولتاریا: خطوط عمده» در مقیاس چند نسخه‌ای در لندن دست به دست گشت. (این اثر هرگز در لندن، در مقیاسی وسیع تر از فعالین داخلی گروه آذرخش، منتشر نشد)
«انقلاب ایران و نقش پرولتاریا: خطوط عمده» که با امضای «محفل مارکسیستی آزادی کارگر» منتشر می‌شد، امروز از متون کلاسیک مارکسیسم در ایران به‌شمار می‌آید، زیرا اولا اولین اثر منصور حکمت و حمید تقوایی، و از این رو اولین اثر جریان فکری کمونیسم کارگری محسوب می‌شود و ثانیاً در مقایسه با آثار چپ آن روزگار، خطی کاملاً یگانه را نمایندگی می‌کند. این اثر در بحبوحه انقلاب ۵۷ در ایران به شکلی وسیع تر به چاپ رسید.

### بازگشت به ایران و تشکیل هستهٔ سهند
«هستهٔ سهند» که در واقع به نوعی هستهٔ طرفدار سازمان «اتحاد مبارزه در راه آرمان طبقه کارگر» بود، این گونه و بر اساس جزوهٔ «خطوط عمده» شکل گرفت.
پایه‌گذاران این هسته، علاوه بر حمید و ژوبین، بیشتر همان جمع‌های دوستی در انگلستان و از این رو بسیار محدود بودند. (برای مثال همسران حمید و ژوبین، یعنی میترا دانشی و آذر ماجدی و جمشید هادیان)